# Berylmys berdmorei
Berylmys berdmorei је врста глодара из породице мишева (Muridae).

## Распрострањење
Ареал врсте је ограничен на мањи број држава. Врста је присутна у следећим државама: Кина (само Јунан), Тајланд, Лаос, Бурма, Вијетнам и Камбоџа.

## Станиште
Станишта врсте су шуме и мочварна подручја.

## Угроженост
Ова врста је наведена као последња брига, јер има широко распрострањење и честа је врста.